# 十字崖爬藤
十字崖爬藤（学名：Tetrastigma cruciatum）为葡萄科崖爬藤属的植物。分布于泰国、越南以及中国大陆的云南等地，生长于海拔600米至1,600米的地区，一般生长在山坡灌丛中和溪边林下，目前尚未由人工引种栽培。